# Kuks, Tjeckien
Kuks är en ort i Tjeckien, belägen i regionen länet Hradec Králové i nordöstra delen av landet, 110 km öster om huvudstaden Prag. Kuks är beläget 287 meter över havet och antalet invånare är 241.
Terrängen runt Kuks är platt söderut, men norrut är den kuperad. Runt Kuks är det tätbefolkat, med 397 invånare per kvadratkilometer. Närmaste större samhälle är Jaroměř, 5,5 km söder om Kuks. Trakten runt Kuks består till största delen av jordbruksmark.
Trakten ingår i den hemiboreala klimatzonen. Årsmedeltemperaturen i trakten är 7 °C. Den varmaste månaden är augusti, då medeltemperaturen är 20 °C, och den kallaste är januari, med −8 °C.